# Barrage Gouin
Pour les articles homonymes, voir Gouin.
Le barrage Gouin est une infrastructure de rivière qui a engendré le réservoir Gouin. Ce barrage est la source de la rivière Saint-Maurice et est situé dans la ville de La Tuque, en Mauricie, dans la province Québec, au Canada.

## Toponymie
Le barrage Gouin doit son nom à Lomer Gouin (1861-1929), qui a été premier ministre du Québec entre 1905 et 1920, ministre fédéral de la justice entre 1921 et 1924 et lieutenant-gouverneur du Québec en 1929.

## Géographie
La baie Kikendatch est formé par le barrage Gouin lequel est localisé à :
- 4,4 km à l’Ouest de l’embouchure de la rivière Wabano (confluence avec la rivière Saint-Maurice) ;
- 71,0 km au Sud-Est du centre du village de Obedjiwan lequel est situé sur une presqu’île de la rive Nord du réservoir Gouin ;
- 55,3 km au Nord-Ouest du centre du village de Wemotaci (rive Nord de la rivière Saint-Maurice) ;
- 142 km au Nord-Ouest du centre-ville de La Tuque ;
- 252 km au Nord-Ouest de l’embouchure de la rivière Saint-Maurice (confluence avec le fleuve Saint-Laurent à Trois-Rivières)[3].

## Infrastructure
Achevé en 1948, le barrage est équipé d'une mini-centrale hydroélectrique pourvue de deux groupes de turbine-alternateur de 300 kW chacun, afin de satisfaire les besoins du barrage lui-même, des résidences du personnel d'Hydro-Québec affecté à son entretien et d'une pourvoirie située à proximité. 
- Hauteur du barrage : 26 mètres.
- Capacité de retenue : 27 795 000 000 m³.
- Hauteur de la retenue : 24,2 mètres.
- Longueur de l'ouvrage : 502 mètres.
- Type de barrage : Béton-gravité.
- Type de terrain de fondation : Roc. Classe : A.
- Niveau des conséquences : Considérable.
- Zone sismique : 1.
- Superficie du réservoir : 142,7 ha.
- Superficie du bassin versant : 9473 km²[4].